# NGC 4373B
NGC 4373B је спирална галаксија у сазвежђу Кентаур која се налази на NGC листи објеката дубоког неба.
Деклинација објекта је - 39° 8' 4" а ректасцензија 12h 26m 43,9s. Привидна величина (магнитуда) објекта NGC 4373 износи 14,4 а фотографска магнитуда 15,0. NGC 4373B је још познат и под ознакама ESO 322-10, MCG -6-27-27A, DCL 45, PGC 40735.